# Charles Cousin-Montauban
Charles Guillaume Marie Appollinaire Antoine Cousin Montauban, Bá tước Palikao (1796-1878) là một tướng lĩnh và chính trị gia người Pháp. Ông từng giữ chức Thủ tướng Pháp trong một thời gian ngắn dưới triều Napoleon III.